# Саксония (пфальцграфство)
Пфальцграфство Саксония (нем. Pfalzgrafen von Sachsen) — средневековое владение, существовавшее на юге Саксонии-Анхальт и северо-востоке Тюрингии до 1322 года.

## История
Первые пфальцграфы Саксонии назначались императорами Священной Римской империи для того, чтобы представлять в Саксонии судебную власть от имени императора (преимущественно в районе Кифхойзера), а также для управления королевскими дворцами в Магдебурге и Мерзебурге.
Первым известным пфальцграфом в 965—966 годах называется Адальберо (Берно) (ум.982), граф в Гессенгау и Лизгау.
В X—XI веках титул пфальцграфа передавался представителям разных домов, но после смерти в 1179 году пфальцграфа Адальберт фон Зоммершенбурга император Фридрих I Барбаросса на рейхстаге в Гелнхаузене 6 апреля 1180 года передал саксонское пфальцграфство ландграфу Тюрингии Людвигу III, который в 1181 году уступил титул своему брату Герману.
Пфальцграфство сохранялось в Тюрингском доме до прекращения династии после смерти Генриха IV Распе в 1247 году, после чего титул оказался у Генриха III Веттина, маркграфа Мейсена. В 1265 году Генрих III произвёл раздел своих владений, при котором пфальцграфство досталось его старшему сыну Альбрехту. В 1280 году оно перешло к сыну Альбрехта Фридриху Укушенному, который в 1291 году продал пфальцграфство вместе с Ландсбергом, Деличем и Зондерсхаузеном маркграфу Бранденбурга, однако император Рудольф I Габсбург признал титул за Генрихом I, герцогом Брауншвейг-Грубенхагена.
Остатки пфальцграфства, Лаухштедт и Альштедт, в 1347 году у наследников Генриха купил маркграф Фридрих II Мейсенский, присвоив себе титул пфальцграфа Саксонии. Однако после 1356 года маркграфы Мейсена перестали использовать этот титул, сохранив только герб — императорского орла.

## Список пфальцграфов Саксонии

### Дом Адальберо
- Адальберо (Берно) (ум. 982), пфальцграф Саксонии в 965—966, граф в Гессенгау и Лизгау
- Дитрих (ум. 995), пфальцграф Саксонии в 992
- Фридрих (ум. 1002/1003), пфальцграф Саксонии в 995—996, граф в Харцгау и Северной Тюрингии

### Дом Гозек
- Бурхард I фон Гозек (ум. после 1017), граф в Хассегау в 991—1017, пфальцграф Саксонии с 1003, граф Мерзебурга с 1004
- Зигфрид (ум. 1038) пфальцграф Саксонии в 1028
- Фридрих I фон Гозек (ум. до 1042), пфальцграф Саксонии в 1040, граф в Хассегау

### Дом Веймар-Орламюнде
- Вильгельм IV фон Веймар-Орламюнде (ум. 1062), граф Веймара с 1039, маркграф Мейсена с 1042, пфальцграф Саксонии до 1042

### Дом Гозек
- Дедо (ум. 1056), сын Фридриха I, пфальцграф Саксонии в 1042—1044,
- Фридрих II (ум. 1088), брат Дедо, пфальцграф Саксонии с 1056
- Фридрих III (ум. 1087), сын предыдущего, пфальцграф Саксонии
- Фридрих IV фон Пютелендорф (ум.1125), сын предыдущего, пфальцграф Саксонии в 1114

### Дом Зоммершенбург
- Фридрих V фон Зоммершенбург (ум. 1120/1121), внук Фридриха I, пфальцграф Саксонии в 1097 и 1111, граф фон Зоммершенбург (Фридрих I)
- Фридрих VI (ум. 1162), пфальцграф Саксонии с 1120, граф фон Зоммершенбург (Фридрих II) сын Фридриха V.

### Дом Формбах
- Герман I фон Винценбург (ум. 1152), граф Формбаха с 1122, граф Винценбурга с 1125, пфальцграф Саксонии в 1129—1130; маркграф Мейсена в 1123—1129, ландграф Тюрингии

### Дом Зоммершенбург
- Адальберт (ум. 1179), пфальцграф Саксонии 1162—1179, сын Фридриха VI.

### Тюрингский дом
- Людвиг I (ум. 1190), пфальцграф Саксонии 1180—1181, ландграф Тюрингии (Людвиг III)
- Герман II (ум. 1217), пфальцграф Саксонии (Герман II) с 1181, ландграф Тюрингии с 1190
- Людвиг II Святой (ум. 1227), пфальцграф Саксонии и ландграф Тюрингии (Людвиг IV) с 1217
- Генрих I Распе († 1247), пфальцграф Саксонии и ландграф Тюрингии (Генрих IV) с 1228, антикороль Германии

### Веттины
- Генрих I Светлейший (1240—1288), пфальцграф Саксонии и ландграф Тюрингии 1247—1265, маркграф Мейсена (Генрих III) с 1227
- Альбрехт I Негодный (ум. 1314), пфальцграф Саксонии 1265—1281, ландграф Тюрингии 1265—1307, маркграф Майссена (Альбрехт II) 1265—1293, маркграф Нидерлаузица 1288—1291
- Фридрих VII Укушенный (1257—1323), пфальцграф Саксонии 1281—1291, ландграф Тюрингии с 1291, маркграф Майссена (Фридрих I) с 1307

### Вельфы, линияБрауншвейг-Грубенхаген
- Генрих III (ум. 1322), герцог Брауншвейг-Грубенхагена (Генрих I) с 1291—1322, пфальцграф Саксонии с 1291